# Барбурофеліди
Барбурофеліди (Barbourofelidae) — викопна родина котових хижаків. Виникли в ранньому міоцені і проіснували в особі останнього роду барбурофеліс (Barbourofelis) до пізнього міоцена. Раніше розглядалися як підродина німравід (Nimravidae), однак сьогодні виділені в окрему родину. Причиною стала велика різниця у часі (близько 25 млн років) між появою перших примітивних німравід в середньому еоцені і появою перших барбурофелід. Барбурофеліди походили, мабуть, з Африки, де були виявлені рештки найдревніших родів Afrosmilus, Syrtosmilus і Ginsburgsmilus. Пізніші роди нагадували своїми дуже довгими іклами шаблезубих кішок (Machairodontinae), хоча їх спорідненість досить віддалена.

## Класифікація
Відомі такі роди, з яких найрозвиненішим були барбурофеліс (Barbourofelis), мали довгі ікла. Одним з найпримітивніших родів був Prosansanosmilus.
- Родина †Barbourofelidae
  - Рід †Ginsburgsmilus: Африка; ранній міоцен
    - †Ginsburgsmilus napakensis

  - Рід †Afrosmilus: Африка і Європа, ранній і середній міоцен
    - †Afrosmilus turkanae
    - †Afrosmilus africanus
    - †Afrosmilus hispanicus

  - Рід †Prosansanosmilus: Євразія, ранній і середній міоцен
    - †Prosansanosmilus peregrinus
    - †Prosansanosmilus eggeri

  - Рід †Sansanosmilus: Євразія, середній і пізній міоцен
    - †Sansanosmilus palmidens
    - †Sansanosmilus jourdani
    - †Sansanosmilus vallesiensis
    - †Sansanosmilus piveteaui

  - Рід †Syrtosmilus: відомий лише один екземпляр з Північної Африки, ранній міоцен
    - †Syrtosmilus syrtensis

  - Рід †Vampyrictis: Північна Африка, пізній міоцен
    - †Vampyrictis vipera

  - Рід †Barbourofelis (Барбурофеліси): Північна Америка і Мала Азія, до пізнього міоцену
    - †Barbourofelis whitfordi
    - †Barbourofelis lovei
    - †Barbourofelis morrisi
    - †Barbourofelis fricki

  - Рід Jinomrefu
    - †Jinomrefu lakwanza

  - Рід Oriensmilus
    - †Oriensmilus liupanensis